# Eozin (festék)
Az eozin Y vagy eozinsárga (tetrabróm-fluoreszcein, INN: eosin) élénk színű szerves festék. Azonosítója: C.I. 45380

Eosin Y

Eosin B

SMILES= [O-]OCc4ccccc4C=2c3cc(Br)c([O-])c(Br)c3OC=1C=2C=C(Br)C(=O)C=1Br

## Tulajdonságai
Vörös esetleg barnásvörös színű kristályos vegyület. Vízben rosszul oldódik, ellenben alkoholban, jégecetben (tömény ecetsav) oldható. A halogénezett származék Na- vagy K-sóvá alakítva vízoldhatóvá tehető. Oldata narancsos színnel fluoreszkál.

## Előállítása
A laboratóriumi és ipari gyakorlatban leggyakrabban az eozinsárgával találkozhatunk. Előállítása a fluoreszcein brómozásával történik keverős dublikált készülékben az alábbi reakció szerint:

## Felhasználása
A sárgás eozint rendkívül széles körben hasznosítják. Felhasználják az iparban textíliák színezésére, vörös tinták készítésére, üzemanyag színezésére. Laboratóriumban dinátrium sóját ionadszorpciós indikátorként használják csapadékos titrálások végpontjelzésére (Fajans nyomán). Szövettani metszetek festésére önállóan, gyakrabban hematoxillinnel kombinálva (hematoxillin-eozin; rövidítve: HE). Festési és végpontjelzési eljárásokon túl fluoridion kimutatására is alkalmazható.
- összegképlete C20H2K2Br4O5.
- fotografikus érzékelőanyag, a piros tinta színezőanyaga
- felhasználási területe: szövettani metszetek festésére önállóan, gyakrabban hematoxillinnel kombinálva (hematoxillin-eozin; Röv.:HE)
- ATC-kódja D08AX02.